# والتر راسيل ميد
والتر راسيل ميد (بالإنجليزية: Walter Russell Mead)‏ هو عالم سياسة وكاتب العمود وصحفي أمريكي، ولد في 12 يونيو 1952 في كولومبيا في الولايات المتحدة.

## وصلات خارجية
- والتر راسيل ميد على موقع IMDb (الإنجليزية)
- والتر راسيل ميد على موقع إن إن دي بي (الإنجليزية)